# André Dominé
André Dominé (* 1946 in Hamburg) ist ein deutscher Journalist und Weinautor. 

## Leben
Dominé begann bereits im Alter von vierzehn Jahren erste Artikel in Tageszeitungen. Nach dem Abitur studierte er Literaturwissenschaften. Im Jahr 1981 siedelt er nach Frankreich über, wo er zunächst fünf Jahre lang im Weinbau tätig war, um sich praktisches Weinwissen anzueignen.
Seither arbeitet Dominé als freier Weinjournalist in Frankreich. Er ist Autor und Herausgeber zahlreicher Wein- und Gastronomiebücher. Zudem ist er Südfrankreich-Korrespondent für verschiedene Wein- und Gourmetzeitschriften wie Der Feinschmecker und Vinum. Als erster deutscher Wein-Journalist schrieb Dominé in den 1990er Jahren über die Qualitätsrevolution in den Weinregionen Südfrankreichs. 
Sein Hauptwerk Wein wurde in mehrere Sprachen übersetzt. Als Herausgeber zeichnet er unter anderem verantwortlich für den Bildband Weinlandschaften der Welt des auf Weinfotografie spezialisierten Fotografen Armin Faber.
Er lebt in einem Winzerdorf am Fuß der Pyrenäen in Frankreich.

## Werke

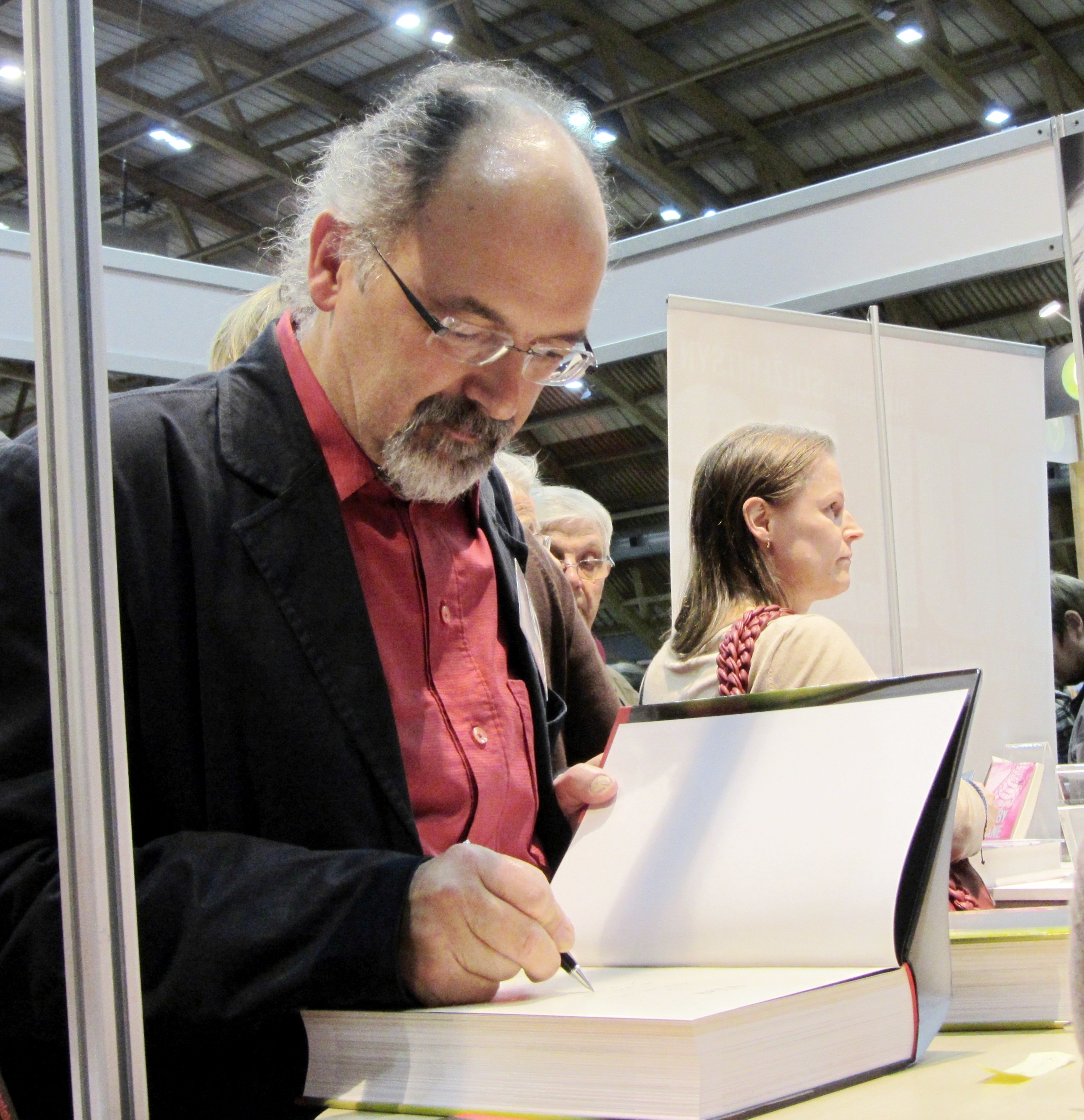
André Dominé signiert 2012 in Tampere

- Trunken vom Roussillon. Ein Wegführer zu den reinen Weinen der südlichsten Dörfer Frankreichs. Edition Tramontane, Bad Münstereifel, 1987, ISBN 3-925828-04-4.
- Die Kunst des Aperitif. Rezepte, Getränke, Philosophie. Kunstverlag Weingarten, Weingarten, 1989, ISBN 3-8170-0013-8.
- Culinaria Naturkost. Könemann, Köln, 1998, ISBN 3-89508-542-1.
- Culinaria Frankreich. Französische Spezialitäten, 1998; Tandem, Potsdam, 2013, ISBN 978-3-8427-0685-9.
- Culinaria. Europäische Spezialitäten. Könemann, Köln, 1999, ISBN 3-8290-2967-5.
- Roussillon und Côte Vermeille: Ein Reise- und Erlebnisführer. Oase, Badenweiler, 2001, ISBN 3-8892-2032-0.
- Rotwein. Feierabend, Berlin, 2002, ISBN 3-936761-15-9.
- Weißwein. Feierabend, Berlin, 2002, ISBN 3-936761-16-7.
- Alles über Wein. Krone, Leichlingen, 2004, ISBN 3-933241-14-6.
- Weinlandschaften der Welt. Feierabend, Berlin, 2005, ISBN 978-3-89985-042-0.
- The ultimate bar book. Die Welt der Spirituosen und Cocktails. Ullmann, Königswinter, 2008, ISBN 978-3-8331-4802-6.
- Wein. Ullmann, Potsdam, 2013, ISBN 978-3-8480-0182-8.

## Auszeichnungen
- 2001: Hauptpreis des Prix du Champagne Lanson